# IC 4093
IC 4093 је ознака објекта на координатама са ректансцензијом 13h 2m 3,0s и деклинацијом + 28° 59" 42'. Открио га је Гијом Бигурдан, 13. маја 1895. Каснијим посматрањима на том положају није уочен никакав астрономски објекат.